# 니우송 히카르두 다 시우바 주니오르
니우송 히카르두 다 시우바 주니오르(포르투갈어: Nilson Ricardo da Silva Júnior, 1989년 3월 31일 ~ )는 니우송으로 불리는 브라질의 축구 선수로 현재 대한민국 K리그2의 부천 FC 1995에서 미드필더 겸 수비수로 활약하고 있으며 K리그 등록명은 닐손 주니어다.

## 클럽 경력

### K리그입성 전
2009년 나우치쿠 카피바리비 입단을 통해 프로에 입문했고 이후 자국 리그의 여러팀들을 전전하다가 2013년 윤정환 현 강원 FC 감독이 당시 이끌고 있던 일본 J1리그의 사간 도스로 이적하여 사간 도스의 사상 첫 천황배 4강 진출에 일조했으나 나쁘지 않은 성적에도 불구하고 '기량은 좋으나 J리그 스타일과는 거리가 멀다'는 이유로 윤 감독으로부터 거의 외면받다시피 했으며 결국 외국인 선수를 후보로 쓸 수 없다는 사간 도스의 방침에 의해 이적 시장으로 나오게 되었다.

### 부산 아이파크1기
2014년 2월 K리그1의 부산 아이파크 이적을 통해 처음으로 대한민국 K리그 무대를 밟았고 이후 부산 중원의 핵심 자원으로 발돋움하며 한 때 리그 꼴찌까지 추락했던 부산을 8위까지 끌어올리는 역할을 수행했지만 2015 시즌에는 기복 있는 플레이와 주전 전력에서 모습을 보이지 못하면서 결국 윤성효 감독의 경질과 부족한 공격력을 강화할 부산 구단의 방침에 의해 여름 이적 시장에서 팀을 나왔다.

### 사우게이루 AC
부산을 떠난 이후 2015 시즌 남은 기간 동안 팀을 구하지 못하다가 이듬해인 2016년 1월 자국 리그인 브라질 세리이 C와 캄페오나투 페르남부카누 소속팀인 사우게이루 AC에 입단하여 2016 시즌 여름까지 16경기에 출전했다.

### 부산 아이파크 2기
사우게이루에서 활동하고 있던 중에 부산 아이파크로 복귀하여 고양 자이크로와의 2016년 K리그2 25라운드 경기에서 K리그 복귀골을 신고하는 등 안정적인 수비력을 통해 한 때 시즌 초반까지 승격권에서 멀어보였던 부산을 준플레이오프까지 올려놓았다.

### 부천 FC 19951기
2017 시즌 고 조진호 감독이 부산의 새 사령탑으로 부임한 후 팀내 입지가 크게 흔들리면서 부산을 퇴단했고 이후 한동안 소식이 없다가 같은 K리그2의 부천 FC 1995에 입단한 사실이 서울 이랜드와의 2017년 K리그2 홈 개막전에서 관중석에 모습을 드러내면서 밝혀졌다.
개막전 이후인 같은 해 3월 8일 부천에 정식으로 입단하여 친정팀인 부산 아이파크와의 4라운드 홈 경기에서 안정적인 중원 장악력을 보여준 것도 모자라 김신의 결승골을 어시스트하기까지 하는 등 리그 34경기 6개의 공격포인트(3골·3어시스트)를 기록하며 부천 홈팬들의 마음을 완벽히 사로잡았다.
2018 시즌에서도 28경기 3개의 공격포인트(2골·1어시스트)를 올리며 활약을 이어나갔고 2019 시즌에서는 수비형 미드필더와 센터백을 오고 가는 동안 37경기 10골로 부천의 K리그2 준플레이오프 첫 진출이자 3년만의 포스트시즌 진출에 큰 공을 세우며 K리그 진출 이후 역대 최고의 활약을 선보였다.

### FC 안양
2020 시즌을 앞두고 같은 K리그2의 FC 안양으로 트레이드된 후 2021 시즌까지 두 시즌 동안 안양의 핵심 수비수로 활약했고 특히 2021 시즌에서는 28라운드 베스트 11에도 선정되는 등 공식전 35경기 7개의 공격포인트(5골·2어시스트)를 기록하며 안양의 2년만의 K리그2 플레이오프 진출에 혁혁한 공을 세운 것은 물론 정규시즌 종료 후 진행된 2021년 K리그 어워드에서 K리그2 베스트 11 미드필더 부문 후보에도 이름을 올렸다.

### 부천 FC 1995 2기
2022 시즌을 앞둔 2022년 1월 14일 친정팀인 부천 FC 1995로 복귀한 뒤 2022 시즌 공식전 40경기 9개의 공격포인트(7골·2어시스트)를 달성하며 부천의 3년만의 준플레이오프 진출을 이끌었고 2023 시즌에서도 성남 FC와의 리그 2라운드 홈 개막전에서 부천 소속으로 142번째 경기에 출전하며 구단 역대 최다 출전 기록을 경신하는 등 부천의 핵심 선수로 활약하며 통산 4번째 포스트시즌 진출을 이끌었다.

## 여담
FC 안양 소속 시절 코로나19 범유행의 공포가 확산되던 2020년 무렵 노숙자들을 돕기 위해 서울역에서 음식과 생필품들을 제공하면서 2020년 K리그 어워드에서 표창장을 받았을 정도로 실력만큼이나 인성도 굉장히 탁월하며 더군다나 팀내 베테랑답게 한국에 처음 온 외국 선수들의 생활을 돕는 것은 물론 어린 선수들의 멘토 역할까지 수행하고 있다.

## 수상

### 개인
- K리그2 베스트 11: 2019